# Leucolejeunea japonica
Leucolejeunea japonica là một loài Rêu trong họ Lejeuneaceae. Loài này được Verd. mô tả khoa học đầu tiên..